# Red Alarm
Red Alarm es un videojuego del tipo Matamarcianos lanzado en 1995 para Virtual Boy. El juego fue desarrollado por T&E Soft y editado por Nintendo.

## Sistema de juego e historia
Red Alarm es un Matamarcianos que tiene lugar en un entorno gráfico de tres dimensiones (3D). Como un juego de Virtual Boy que es, cuenta con una paleta de color rojo y negro y las imágenes están en 3D estereoscópios, cuya profundidad se puede ajustar por el jugador. El juego se desarrolla durante el siglo XXI, a raíz de una guerra mundial de 70 años que llevó a la creación de una sociedad utópica sin armas. Un sistema de defensa de inteligencia artificial llamada "KAOS", que había sido utilizado para poner fin a la guerra, se vuelve sensible y construye un ejército para acabar con la humanidad.
Asumiendo el control de una nave espacial de combate "Tech-Wing", el jugador trata de destruir las fuerzas de KAOS y finalmente su mainframe. El juego se divide en seis niveles, cada uno de los cuales culmina en una lucha con un jefe final del nivel. El jugador utiliza cañones láser del Tech-Wing para atacar, y sus misiles guiados para destruir enemigos blindados. Escudos de la oferta artesanal protección limitada del fuego enemigo; la evasión es fundamental. El Tech-Wing puede maniobrar en cualquier dirección, y ciertos niveles contienen corredores de ramificación y callejones sin salida que obligan a los jugadores a regresar sobre sus caminos para tomar la ruta correcta. Red alarm cuenta con cuatro ángulos de cámara (tres son puntos de vista en tercera persona y una en primera persona "vista de cabina"). Cuando se termina un nivel, el jugador puede ver la repetición de su actuación desde múltiples perspectivas.